# MF Wilanów (1966)
MF Wilanów – prom pasażersko-samochodowy, pływający w latach 1975 – 1997 w barwach Polskich Linii Oceanicznych oraz Polskiej Żeglugi Bałtyckiej.  
Prom został zbudowany w niemieckiej stoczni Nobiskrug w Rendsburgu, zwodowany 26 stycznia 1966 roku. Pierwszym operatorem promu były szwedzkie linie Lion Ferry, w których 14 maja 1966 rozpoczął eksploatację jako MS Kronprins Carl Gustaf z portem macierzystym w Halmstad. Pierwszą obsługiwaną trasą była linia Halmstad – Kopenhaga – Travemünde. Po likwidacji tego połączenia w grudniu 1966 roku, Kronprins Carl Gustaf we współpracy z przedsiębiorstwem Trave Line, rozpoczął kursowanie na trasie Helsingborg – Kopenhaga – Travemünde. Współpraca trwała do stycznia 1969 roku. 22 stycznia 1969 prom został wyczarterowany do szwedzkich kolei państwowych Statens Järnvägar, obsługujących w tamtym okresie również połączenia promowe na trasie Malmö – Travemünde. W 1972 roku został wyczarterowany do Rederi AB Öresund i kontynuował pływanie na dotychczasowej trasie. W kwietniu 1975 został sprzedany do Polskich Linii Oceanicznych.
Po zakupie przez polskie przedsiębiorstwo nazwa promu została zmieniona na MF Wilanów, a portem macierzystym został Szczecin (PLO) Po zarejestrowaniu w Polsce prom rozpoczął kursowanie na trasie Świnoujście – Ystad. W 1977 Wilanów został przeniesiony do Polskiej Żeglugi Bałtyckiej, w której pływał na trasie Świnoujście – Kopenhaga. Od 1979 roku pływał na linii Świnoujście – Kopenhaga – Travemünde oraz  –Gdańsk -Nynäshamn W 1991 przeszedł remont w Stoczni Gdańskiej, w wyniku którego wzrosła pojemność rejestrowa brutto (z 4020 do 6474) a także ilość miejsc pasażerskich w kabinach (z 284 do 396). W kwietniu 1997 roku prom został sprzedany chorwackiemu przedsiębiorstwu SEM Maritime Company.
U nowego przewoźnika prom został zarejestrowany pod panamską banderą z portem macierzystym w mieście Panama i nową nazwą Split 1700. Od czerwca 1997 prom obsługiwał stałą trasę Split – Ankona a od lata 1999 również Vis – Hvar – Ankona. Od 2003 roku Split 1700 pływał w barwach Blue Line, będących własnością SEM Maritime Company. 18 kwietnia 2010 roku odbył się ostatni komercyjny rejs promu. W październiku Split 1700 został sprzedany indyjskiemu przedsiębiorstwu zajmującemu się złomowaniem statków. 2 grudnia 2010 roku prom przypłynął do Alang, gdzie 10 grudnia rozpoczął się proces jego złomowania.
Zabierał na pokład 154 samochody oraz 900 pasażerów.